# محمد أظهر الدين (لاعب كريكت)
محمد أظهر الدين مواليد 22 مارس 1994 هو لاعب كريكت هندي يلعب في ولاية كيرالا.

## روابط خارجية
- محمد أظهر الدين (لاعب كريكت) على موقع إي آس بي آن كريك إنفو (الإنجليزية)